# Akandzjievo
Akandzjievo (bulgariska: Аканджиево) är ett distrikt i Bulgarien.   Det ligger i kommunen Obsjtina Belovo och regionen Pazardzjik, i den centrala delen av landet, 80 kilometer sydost om huvudstaden Sofia.
I omgivningarna runt Akandzjievo växer i huvudsak lövfällande lövskog. Runt Akandzjievo är det ganska tätbefolkat, med 62 invånare per kvadratkilometer.